# Экзюперанций из Чиньоли
Экзюперанций (Африка, V век  — Чинголи V век)  — святой епископ из Чинголи. День памяти — 24 января.
 
Святой Экзюперанций (итал. Esuperanzio или Essuperanzio), согласно преданию, родился в Африке, в арианской и манихейской семье. С детства   испытывая стремление к вере, он был крещён в двенадцать лет по христианскому правилу после того, как сумел убедить своего отца. Став взрослым, св.Экзюперанций проповедовал Евангелие в Северной Африке, вел монашеской жизни. Затем он отправился в Италию, и во время поездки по морю смог обратить ко Господу весь экипаж, после того как по его молитве прекратился сильный шторм.
Святой Экзюперанций высадился в Нумане и вскоре прибыл в Рим, где был схвачен. Он был освобожден папой, который, помимо свободы, предоставил ему епархию Чинголи, поставив его во епископа. Его епископство в Чинголи, ознаменованное многочисленными чудесами, продолжалось пятнадцать лет, до дня его смерти. 
В местных уставах Чинголи, датированных 1307 годом, св.Экзюперанций упоминается как "вождь и руководитель народа Чинголи". В 1325 году  церковь, посвященная ему, была взята под защиту местными властями.